# Sacodiscus humesi
Sacodiscus humesi is een eenoogkreeftjessoort uit de familie van de Tisbidae. De wetenschappelijke naam van de soort is voor het eerst geldig gepubliceerd in 1960 door Stock.